# جونو
جونو (به انگلیسی: Juneau) مرکز ایالت آلاسکای آمریکاست. این شهر در نواره باریکی از خاک آلاسکا، معروف به دسته‌تابه آلاسکا، بین استان بریتیش کلمبیای کانادا و اقیانوس آرام واقع شده‌است.
این شهر ۳۲ هزار و ۱۱۸ نفر جمعیت دارد (سال ۲۰۱۸) و نامش از یک جوینده کانادایی طلا به نام جو جونو گرفته شده‌است که در سال ۱۸۸۰ در آنجا طلا یافت. این شهر در سال ۱۹۰۶ به عنوان مرکز آلاسکا انتخاب شد.
جونو با وجودی که مرکز ایالت است اما هیچ جاده‌ای آن را به بقیه ایالت وصل نمی‌کند. فقدان شبکه راه در اطراف این شهر به دلیل ناهمواری‌های بسیار زیاد اطراف آن است. این به نوبه خود جونو را از نظر ترابری به شهری جزیره‌مانند تبدیل کرده‌است، زیرا تمام کالاها را باید با هواپیما یا قایق به این شهر وارد یا از آن خارج کرد.
مرکز شهر جونو به زیر کوه‌های پُرشیب ۱۱۰۰ متری اما هم‌سطح با دریا نشسته‌است. سطح جزر و مدهای کناره آن به‌طور متوسط ۵ متر نوسان دارد. کاپیتول ایالتی آلاسکا از نقاط دیدنی شهر است.
در بالای کوه‌های مشرف به شهر میدان یخی جونو قرار دارد، یک توده یخی بزرگ که حدود ۳۰ یخچال طبیعی از آن جریان دارد. دو مورد از آنها، یعنی یخچال طبیعی مِندِنهال و یخچال کوه نهر لیمون، از جاده‌های محلی قابل مشاهده هستند. یخچال طبیعی مندنهال به تدریج در حال عقب‌نشینی است و از نظر پهنا و بلندا کاهش داشته‌است.

## پیشینه
کانال گاستینو در این اطراف، مدت‌ها پیش از استقرار اروپاییان در قاره آمریکا، محل ماهیگیری برای قبایل آئوکه و تاکو بود، که هزاران سال در پیرامون آن ساکن بودند. آئوکه‌ها در اینجا یک روستا و محل دفن داشتند. در قرن ۲۱ به این محل «جایگاه سرخ‌پوستی» گفته می‌شد. آنها هرساله شاه‌ماهی‌ها را در فصل تخم‌ریزی صید می‌کردند.
اگرچه روس‌ها از سال ۱۷۸۴ تا ۱۸۶۷ در سرزمین آلاسکا مستعمره‌نشینی داشتند، اما در جونو مستقر نشدند. آنها تجارت خز گسترده‌ای با بومیان آلاسکا از جزایر آلیوتی و کودیاک انجام دادند. اولین اروپایی که منطقه جونو را دید، جوزف ویدبی، کاشف خبره، در حین سفر جورج ونکوور در سال ۹۵–۱۷۹۱ بود. او و همراهانش در ژوئیه-اوت ۱۷۹۴ منطقه را کاوش کردند. اوایل ماه اوت او درازای کانال گاستینو را از جنوب مشاهده و یک جزیره کوچک را در میانه کانال ذکر کرد. او بعداً رویت دیگری از کانال را یادداشت کرد، این بار از غرب. او گفت که این کانال در آن زمان به خاطر یخ زیاد قابل کشتیرانی نبود.

## نگارخانه

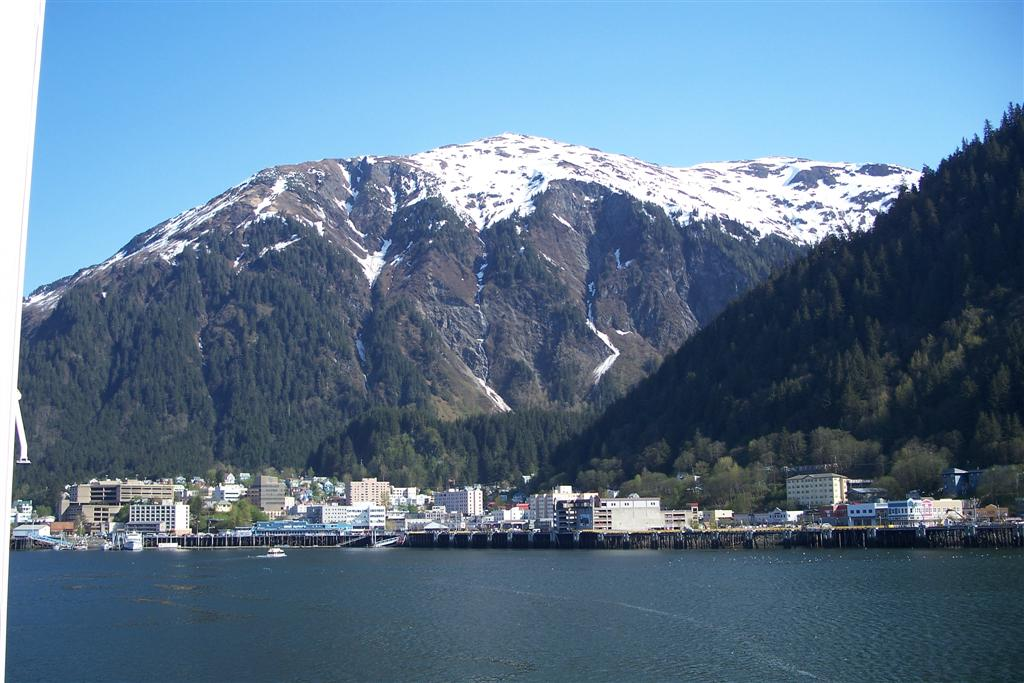
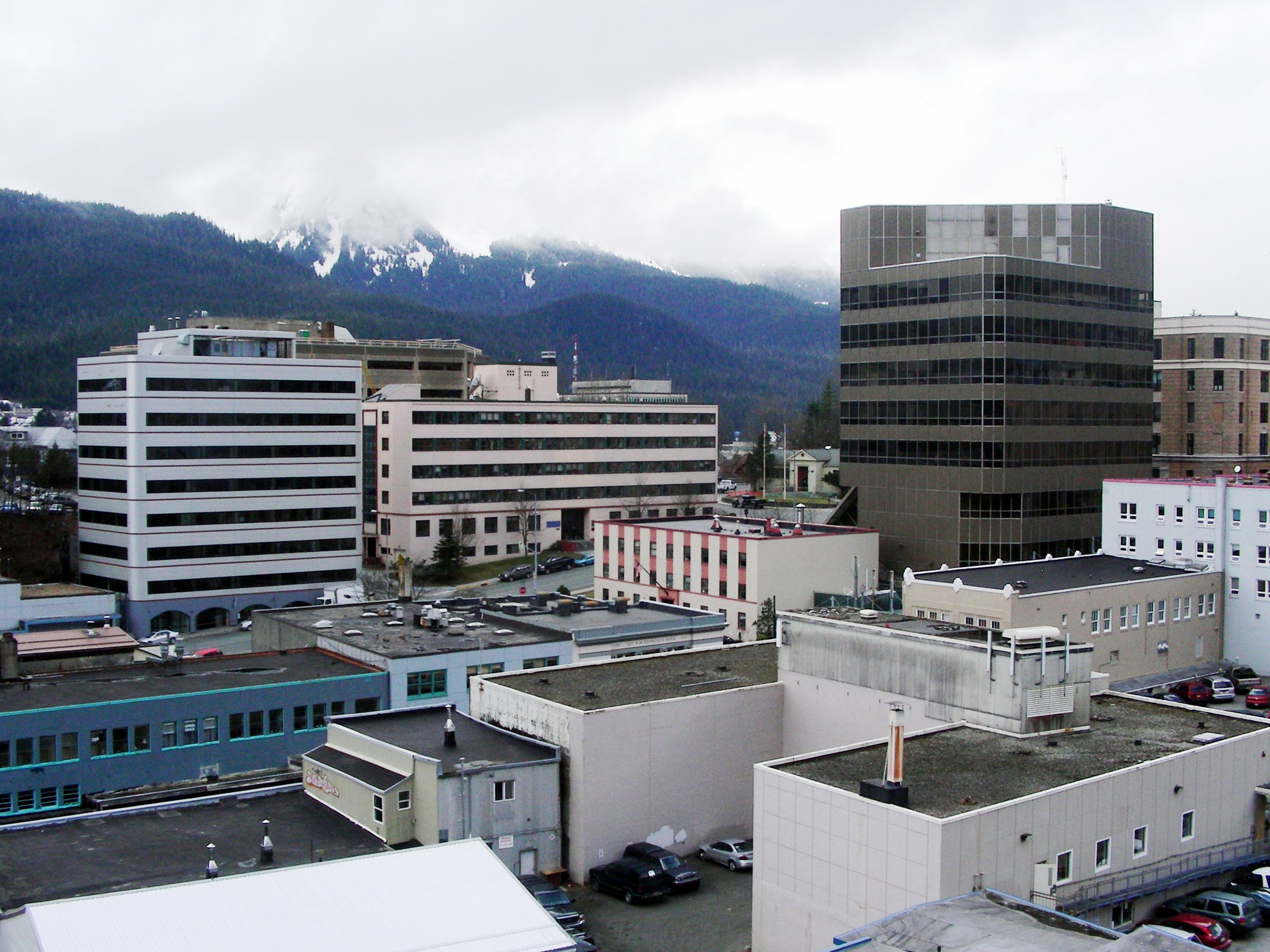

- فهرست شهرهای آلاسکا